# The Big O
The Big O (THE ビッグオー, Tha Biggu Ō) é uma série de anime criada pelo diretor Kazuyoshi Katayama e o designer Keiichi Sato para a Sunrise. 

## Enredo
Paradigm City, também conhecida como Amnesia, é uma cidade sem memória. Um misterioso evento que quase aniquilou a cidade fez com que sua população se esquecesse completamente dos fatos ocorridos antes do mesmo: recém-casados não reconheciam seus parceiros, pais não se lembravam dos filhos, conhecimentos científicos foram perdidos. A história da cidade e seus habitantes começou do zero, a partir de então, juntamente com a ascensão vertiginosa da poderosa Corporação Paradigm, considerada "Deus e Governo" para os habitantes de Paradigm City.
É neste cenário que encontramos Roger Smith, um cara "boa-pinta" que trabalha como negociador, que tem como função atuar como intermediador de confiança em negociações delicadas, tais como pagamentos de sequestros. Roger é o mais conceituado negociador de Paradigm City, e seus honorários elevados permitem que ele desfrute de um excelente padrão de vida. Apesar do dinheiro e da posição de status que desfruta em Paradigm City, Roger é uma pessoa honrada e de firmes princípios, que não aceita casos apenas pelo dinheiro.
Durante uma complicada negociação para a libertação de uma garota sequestrada, Roger conhece Dorothy, uma garota com características muito peculiares e com uma mente extremamente lógica. O desenrolar dos acontecimentos acaba fazendo com que Roger vire uma espécie de tutor e patrão de Dorothy, mesmo sabendo que a garota consegue transformar sua vida num inferno, sem o menor esforço. Ao lado do fiel mordomo Norman, eles formam um grupo afinado, com a secreta e importante missão de controlar um gigantesco e quase indestrutível robô, indesejado em Paradigm City. O nome deste robô é Megadeus, ou simplesmente Big O. As razões por trás da capacidade de Roger em controlar o gigantesco Megadeus, assim como os motivos que levam outros robôs "Megadeus" a atacar Paradigm City, vão sendo desvendados aos poucos, ao longo da história.

## Personagens
- Roger Smith - é um playboy completo, tarado por mulheres jovens e bonitas mas que não brinca em serviço, na hora de controlar Big O.
- Dorothy - Apesar da aparência de garota, Dorothy na verdade é uma andróide. Apesar de puramente lógica, sem expressão facial e de possuir movimentos sem um pingo de sensualidade, é uma personagem cativante, e possui uma química perfeita com Roger.
- Norman - o mordomo. Com um visual semelhante ao de Alfred, mordomo de Bruce Wayne (Batman), Norman se difere por seu senso de humor peculiar, além de não ser uma figura meramente decorativa. Se o bicho pega, ele entra em ação sem medo!
- Dan Dastun - Chefe de Polícia e ex-companheiro de trabalho de Roger Smith, que não gosta muito de Big O mas precisa engolir alguns sapos, cada vez que o robozão salva a cidade.
- Michael Seibach - o vilão. Um cara com o corpo envolto por ataduras e que parece saber muito sobre o passado de Paradigm City e seus habitantes.

## Questionamentos
- Preconceito - Big O, apesar de salvar a cidade em várias ocasiões, é odiado pela polícia;
- Exclusão Social - habitantes pobres, vivem isolados, fora das cúpulas que envolvem Paradigm City;
- Totalitarismo - domínio total e quase opressivo por parte da Corporação Paradigm.